# Santo Tomás Jalieza
Santo Tomás Jalieza è un comune del Messico, situato nello stato di Oaxaca.